# Église Saint-Pierre d'Habère-Lullin
L'église Saint-Pierre d'Habère-Lullin, est une église catholique française, située dans le département de la Haute-Savoie, dans la commune d'Habère-Lullin.

## Localisation
L'église Saint-Pierre est située sur la commune d'Habère-Lullin dans le département français de Haute-Savoie.

## Historique
L'église primitive est attestée dans une bulle du pape Alexandre III, datant de février 1180.
En 1781, la nef est détruite par un incendie.

## Description
En 1840, l'église est agrandie dans un style néoclassique sarde.
L'intérieur est de style roman à trois nefs de quatre travées séparées par les piliers porteurs, sans transept. Le plafond est à voûtes d'ogives crépies et ornées de peintures. Le chevet légèrement désaxé et décentré est percé d'une fenêtre unique décorée intérieurement par la fresque de l'Annonciation.

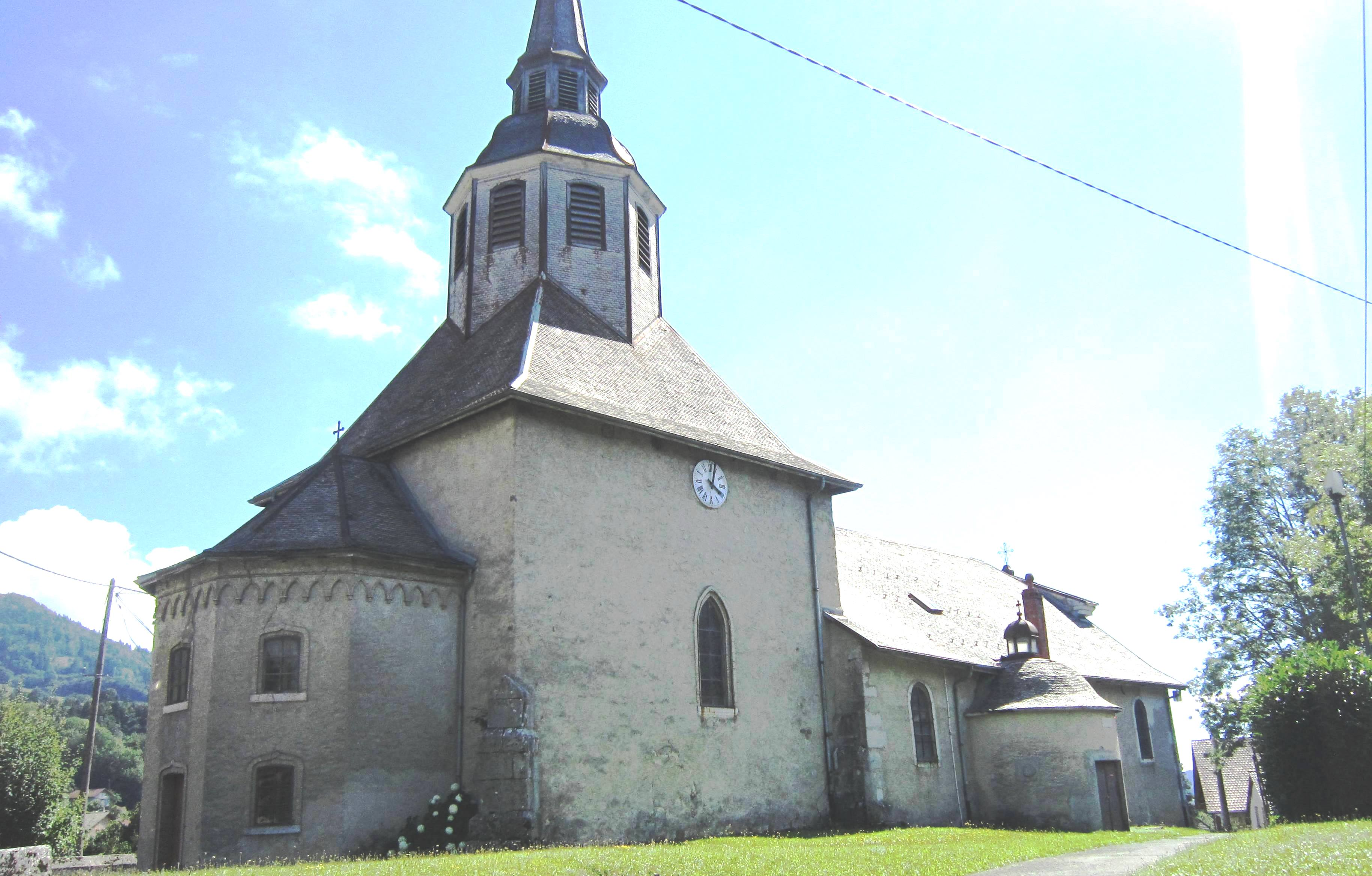
Le chevet
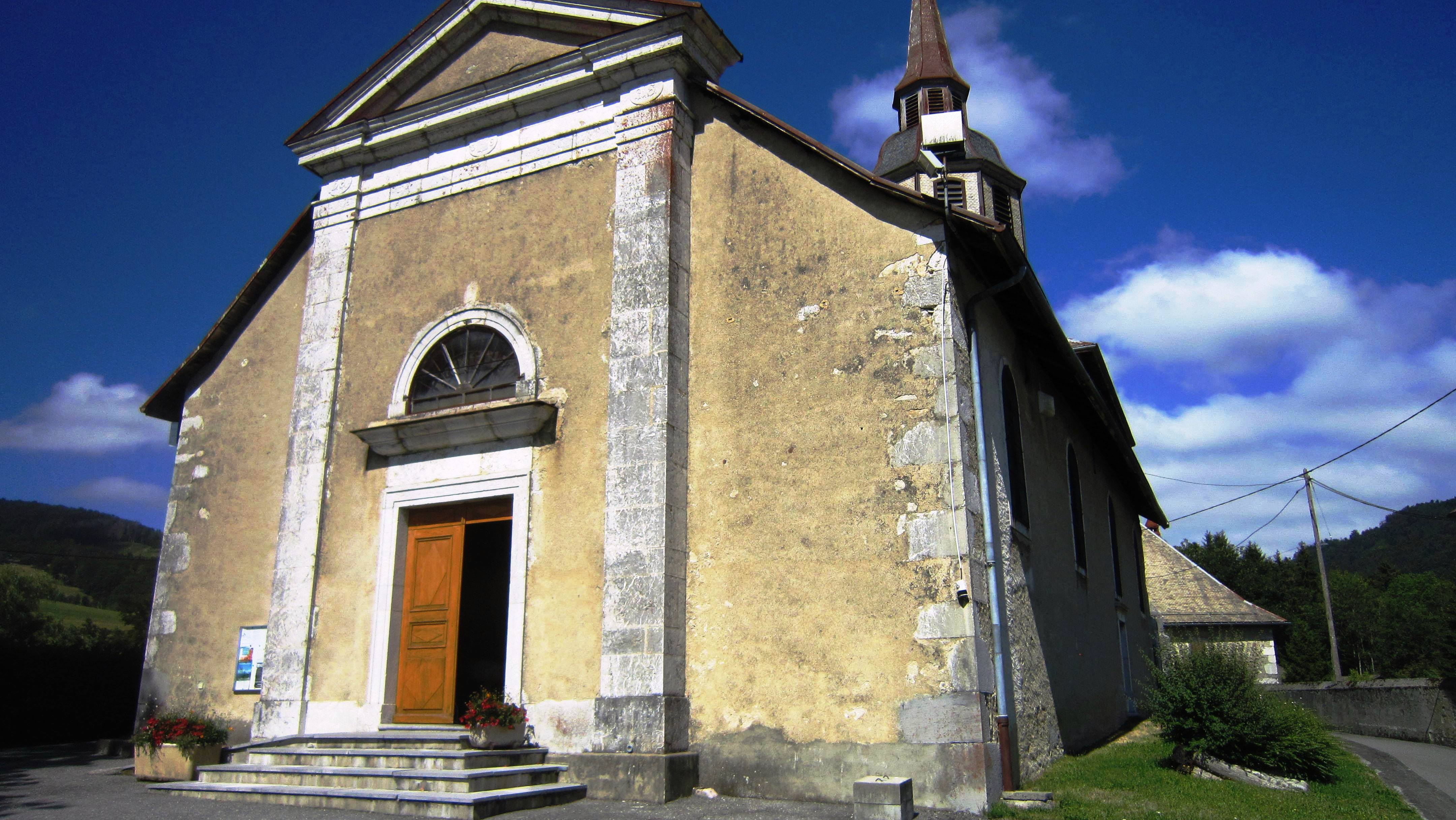
Le porche

## Mobilier

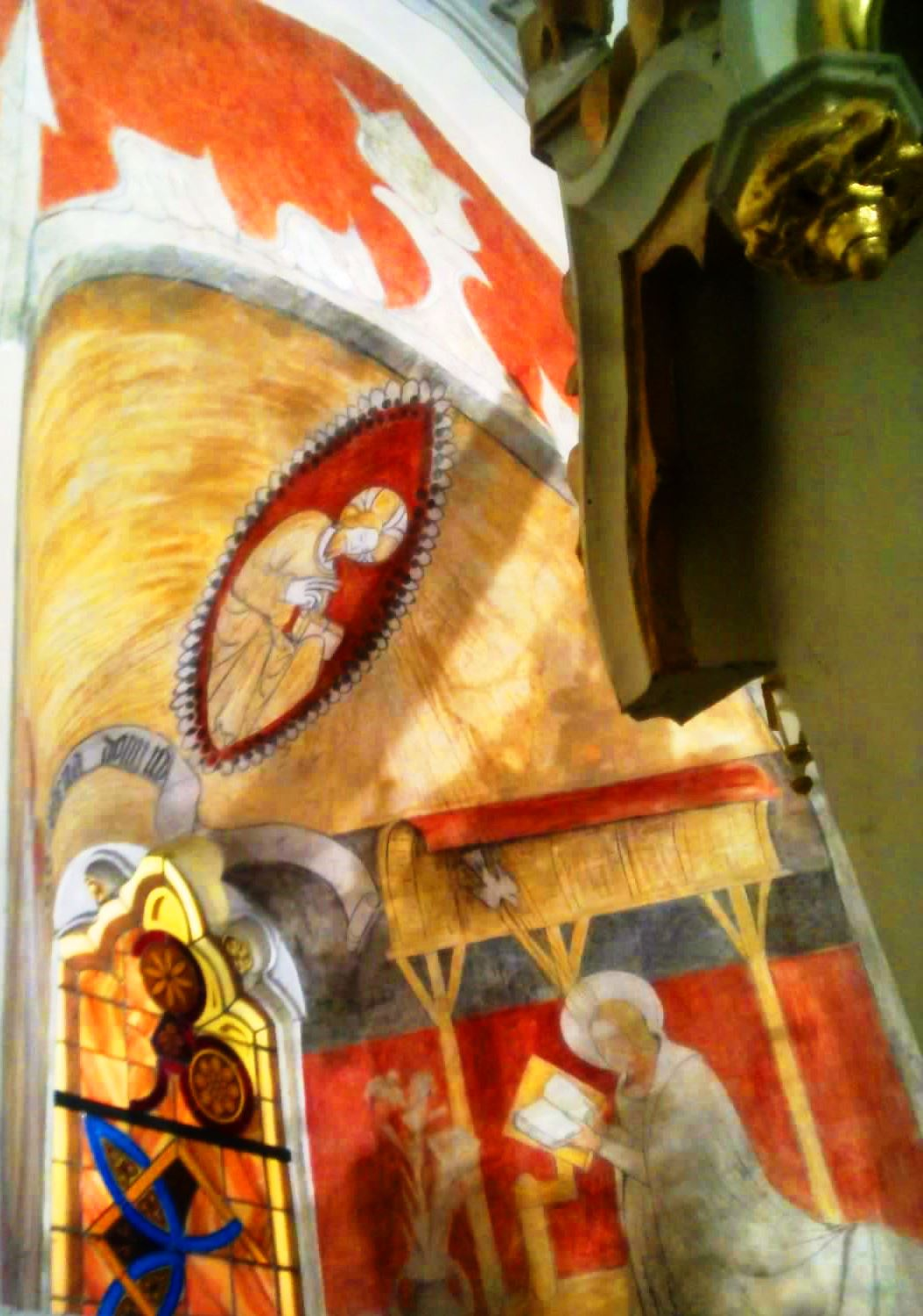
La fresque

- Le chevet possède une fresque du XIVe siècle ayant pour thème l'Annonciation classée au titre des objets Monuments historiques en décembre 1906[3]  ;
- Une cloche du XVIIIe siècle[4] fait également l'objet d'un classement au titre des objets Monuments historiques en 1906 ;
- Un tableau représentant sainte Agathe et un second, une descente de croix.